# DJ Manian
Мануэль Ройтер (нем. Manuel Reuter), более известный под его сценическим именем DJ Manian или просто Manian род. 7 июля 1978, Бонн — немецкий музыкальный продюсер, DJ и владелец лейбла Zooland Records. Также он является членом музыкального трио Cascada, завоевывавшего награды в конкурсах, вместе с DJ Yanou (с которым они постоянно сотрудничают) и Натали Хорлер (также являющейся вокалисткой в некоторых его композициях). В настоящее время — член дуэта «Twoloud».
DJ Manian выпустил множество синглов под различными псевдонимами. В музыкальном проекте «Spencer and Hill» участвовал под псевдонимом Джош Хилл (англ. Josh Hill) совместно с основателем музыкального веб-сайта Vengeance.de Мануэлем Шлейсом (нем. Manuel Schleis) и бывшим членом команды Verano Дэннисом Николсом (англ. Dennis Nicholls), с которым в 2013 году был создан проект «Twoloud», однако дуэту требовалось не быть узнанными сразу же. На своих выступлениях они носили глубокие капюшоны с рисунком, а в видеоклипах обычно снимались со спины, что и позволяло им сохранять своё инкогнито.
Принимал участие в массе совместных проектов, как то Bulldozzer, M.Y.C, Ampire, Phalanx, Plazmatek, Liz Kay, R.I.O., в ныне закрытом проекте Tune Up!, а также Aila, Cerla, Dan Winter, Darren Styles, Crystal Lake и т. д. Его релиз 2013 года «Don’t Stop the Dancing», созданный при содействии Carlprit попал в списки большинства европейских чартов.

## Дискография

### Альбомы
| Год  | Альбом                            | Лучшая позиция в чартах | Лучшая позиция в чартах |
| Год  | Альбом                            | AUT                     | GER                     |
| ---- | --------------------------------- | ----------------------- | ----------------------- |
| 2010 | «Welcome to the Club (The Album)» | —                       | —                       |
| 2010 | «The Singles 2004—2010»           | —                       | —                       |
| 2013 | «Hands Up Forever»                | 52                      | 90                      |

### Синглы
Charting
| Год  | Название                                               | Лучшая позиция в чартах | Лучшая позиция в чартах | Лучшая позиция в чартах | Лучшая позиция в чартах | Лучшая позиция в чартах | Лучшая позиция в чартах | Альбом              |
| Год  | Название                                               | AUT                     | BEL (WA)                | FRA                     | NED                     | SWI                     | UK                      | Альбом              |
| ---- | ------------------------------------------------------ | ----------------------- | ----------------------- | ----------------------- | ----------------------- | ----------------------- | ----------------------- | ------------------- |
| 2007 | «Heaven» (Manian при участии Aila)                     | —                       | —                       | —                       | 71                      | —                       | 107                     | Welcome to the Club |
| 2009 | «Welcome to the Club»                                  | 39                      | —                       | —                       | —                       | —                       | 89                      | Welcome to the Club |
| 2013 | «Don’t Stop the Dancing» (Manian при участии Carlprit) | 48                      | 53                      | 75                      | —                       | 55                      | —                       | Hands Up Forever    |
| 2013 | «Tonight» (Manian & Nicco)                             | 58                      | —                       | —                       | —                       | —                       | —                       | Hands Up Forever    |

### Другие релизы
- 2006: Rhythm & Drums / Bounce (DJ Manian vs. Tune Up!)
- 2007: Lovesong
- 2007: The Heat of the Moment (EP)
- 2007: Turn the Tide (Manian при участии Aila)
- 2008: Hold Me Tonight (Manian при участии Aila)
- 2008: Turn The Tide 2k8 (Manian при участии Aila)
- 2009: Ravers Fantasy
- 2009: Ravers in the UK
- 2010: Outta My Head (Даррен Стайлс при участии Manian)
- 2010: Loco
- 2011: Welcome to the Club 2011
- 2011: F.A.Q. (Crystal Lake vs. Manian)
- 2012: Hands Up Forever
- 2013: I’m in Love with the DJ